# Godętowo (stacja kolejowa)
Godętowo – stacja kolejowa w Łęczycach, w województwie pomorskim, w Polsce. Stacja Godętowo jest obsługiwana przez PolRegio oraz trójmiejską SKM.

## Ruch pasażerski

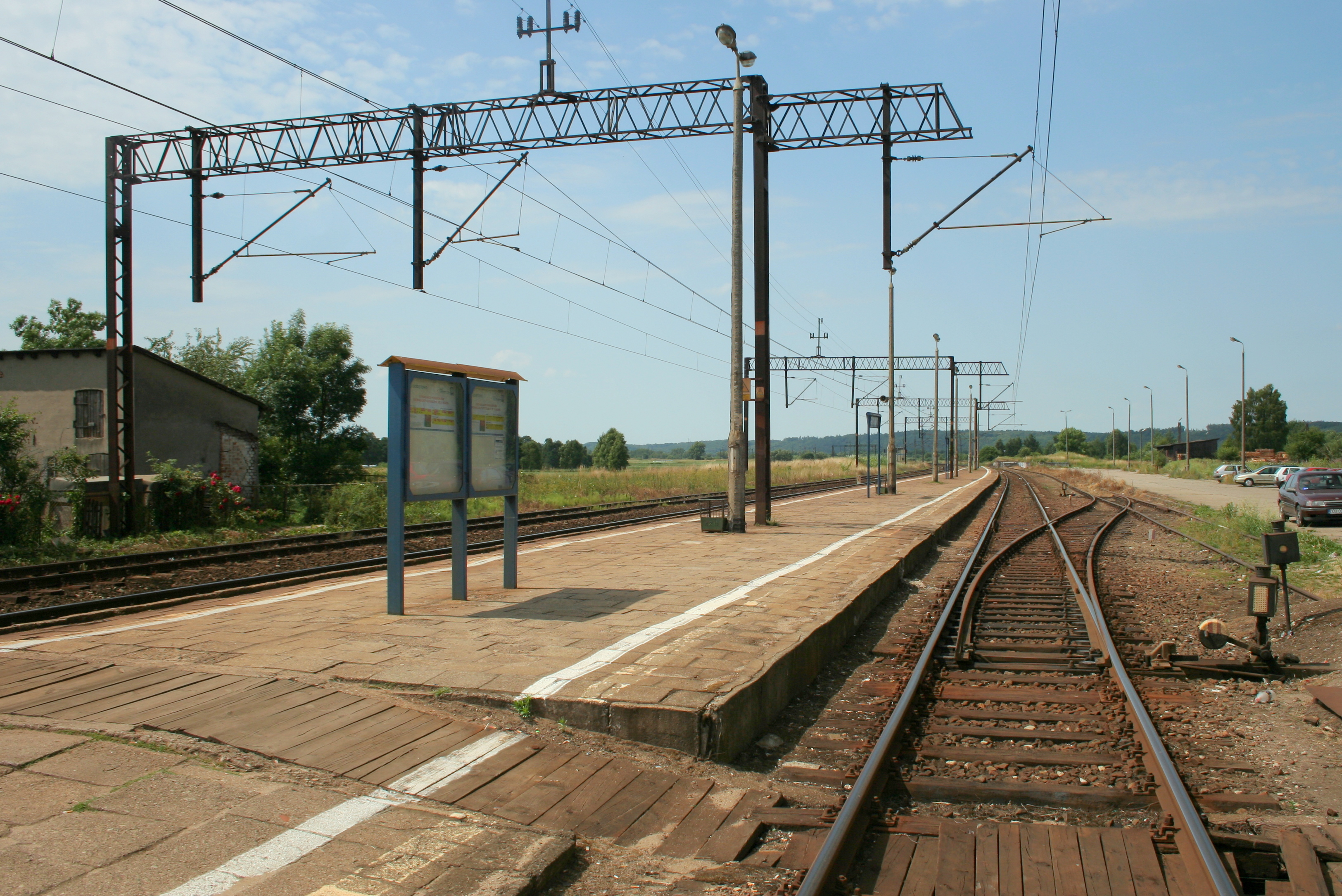
perony stacji Godętowo

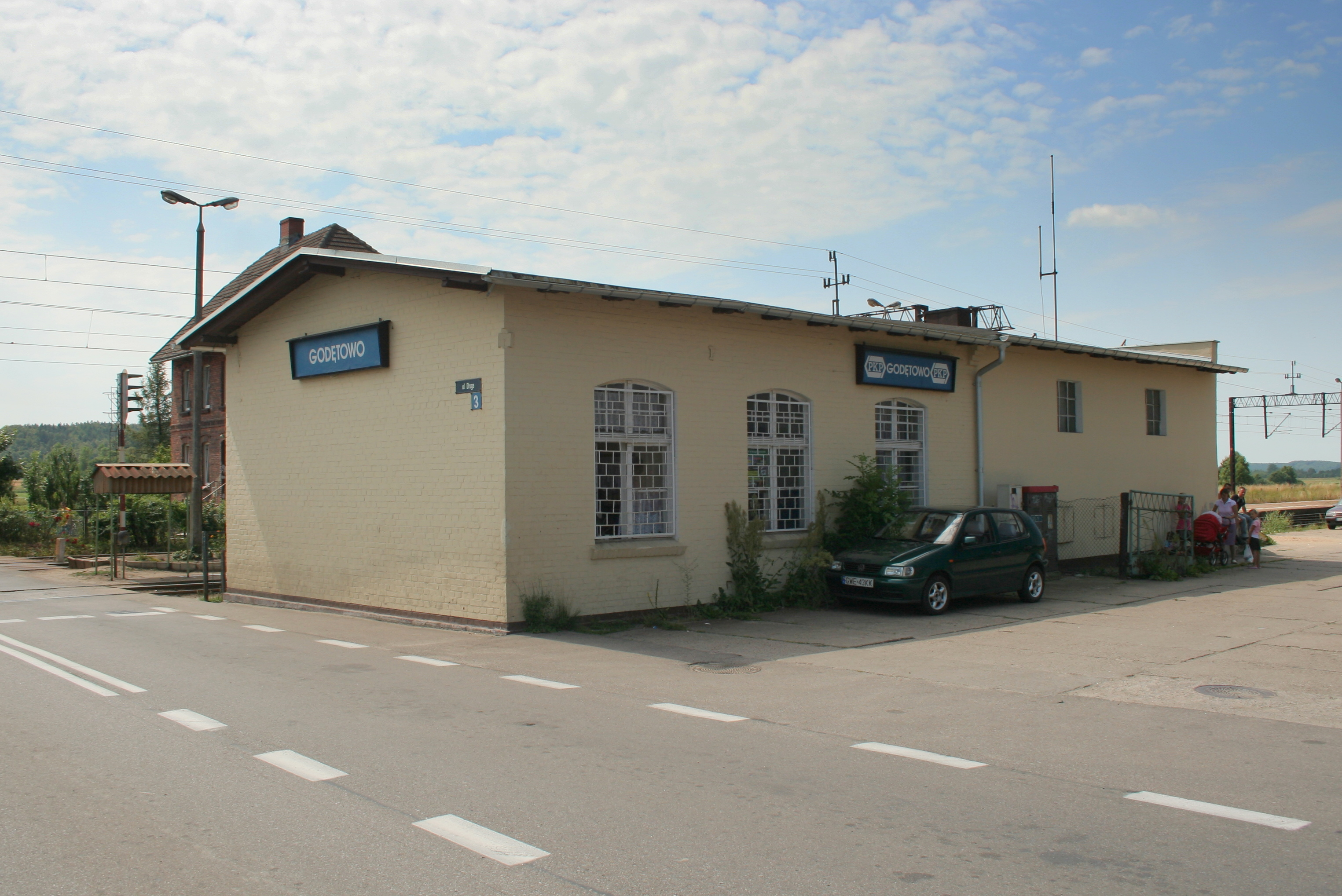
dworzec stacji Godętowo

| Rok  | Wymiana pasażerska na dobę |
| ---- | -------------------------- |
| 2017 | 1 000-1 500                |
| 2022 | 50-99                      |